# James Mattis
James Norman Mattis (ur. 8 września 1950 w Pullman) – amerykański wojskowy i polityk, generał Korpusu Piechoty Morskiej, 26. sekretarz obrony Stanów Zjednoczonych.
Służył w wojsku przez 44 lata. Jest weteranem trzech wojen: w Zatoce Perskiej (gdzie dowodził batalionem), w Afganistanie (jako dowódca brygady) i w Iraku (jako dowódca dywizji). W latach 2007–2010 był dowódcą United States Joint Forces Command, a następnie stał na czele United States Central Command (Dowództwa Centralnego), odpowiadającego za znaczną część Bliskiego Wschodu. Przeszedł w stan spoczynku w 2013 roku.
Po odejściu z wojska rozpoczął pracę w sektorze cywilnym. W roku 2016 został wskazany przez Donalda Trumpa jako jego kandydat na stanowisko sekretarza obrony. Otrzymał specjalne dopuszczenie do podjęcia pracy w administracji prezydenckiej (konieczne, ponieważ odszedł z wojska trzy lata wcześniej, podczas gdy prawo wymaga siedmioletniego odstępu). Został zatwierdzony przez Senat 20 stycznia 2017 roku i jeszcze tego samego dnia zaprzysiężony.
W grudniu 2018 roku podał się do dymisji w następstwie sporu z prezydentem co do zaangażowania wojsk amerykańskich w Syrii. Mimo że planował odejść ze stanowiska 28 lutego 2019 roku, na mocy decyzji Trumpa zakończył kadencję już 1 stycznia.

## Życiorys

### Młodość
Urodził się 8 września 1950 roku w Pullman w stanie Waszyngton, a dorastał – w Richland, gdzie jego ojciec pracował w zakładach działających na rzecz Projektu Manhattan. Tam też ukończył szkołę średnią.
Wychowywał się w domu, w którym kładziono nacisk na czytanie książek i w którym nie było telewizora. Ojciec Jamesa Mattisa był cywilnym marynarzem, który następnie zdobył wykształcenie jako inżynier jądrowy, matka zaś w czasie II wojny światowej pracowała jako szyfrantka w wojskach lądowych.

### Służba wojskowa

#### Do operacji „Enduring Freedom”
W 1969 roku zaczął studia na Central Washington University i jednocześnie zaciągnął się do Korpusu Piechoty Morskiej w ramach programu kształcenia oficerów rezerwy (Reserve Officers’ Training Corps). Ukończył studia w roku 1971, a rok później otrzymał stopień podporucznika (second lieutenant).
Jako porucznik dowodził plutonami w składzie 3. Dywizji Piechoty Morskiej, a jako kapitan był dowódcą kompanii w 1. Brygadzie Piechoty Morskiej. Po awansie do stopnia majora dowodził posterunkiem werbunkowym w mieście Portland.

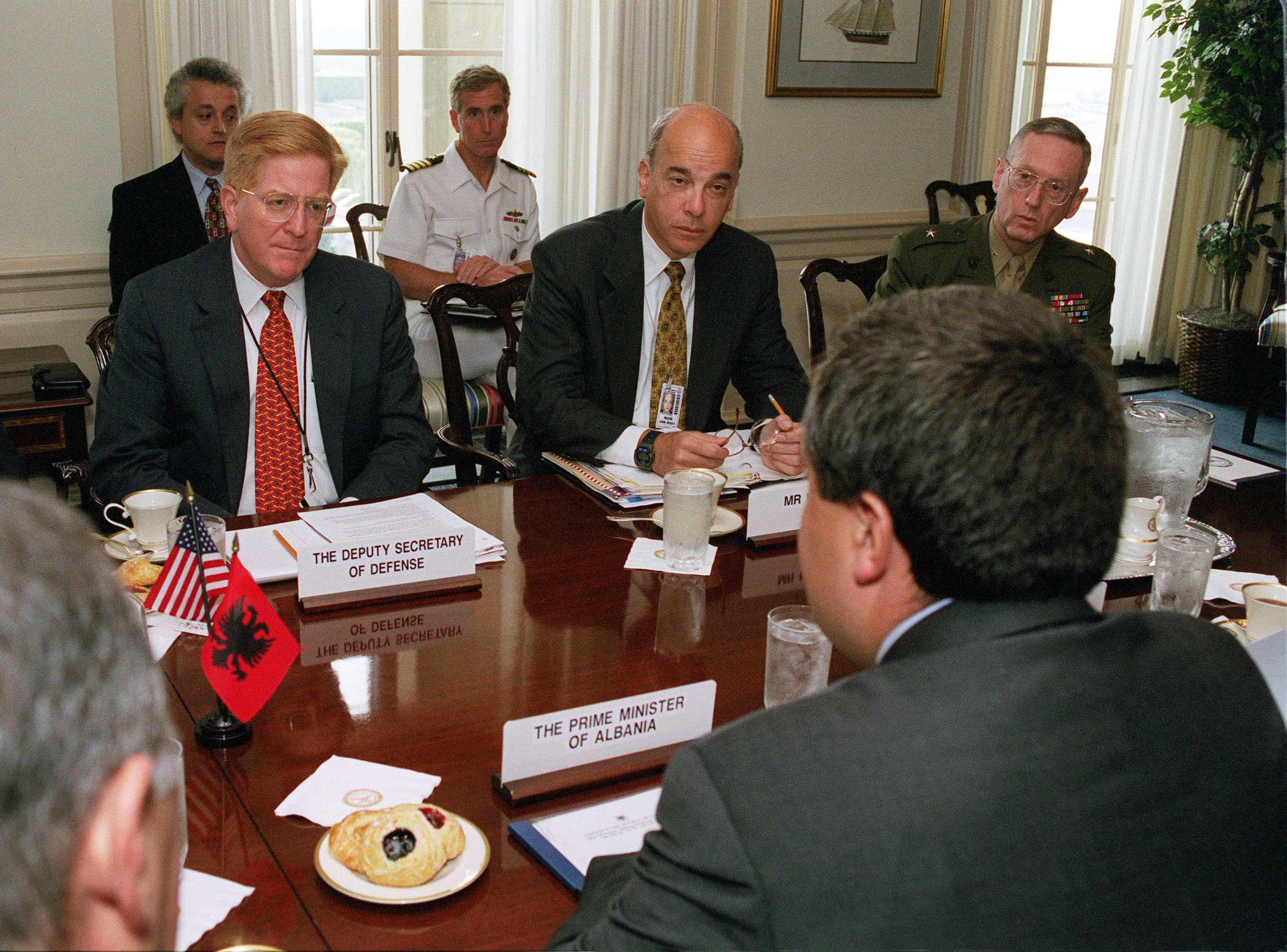
Mattis (pierwszy z prawej) jako generał brygady podczas spotkania z premierem Albanii Ilirem Metą, 24 sierpnia 2000 r.

W czasie operacji „Pustynna Burza”, jako podpułkownik (lieutenant colonel), dowodził 1. batalionem 7. Pułku Piechoty Morskiej. Batalion, znajdujący się na szpicy Task Force Ripper, wkroczył na terytorium okupowanego Kuwejtu i uczestniczył w wyzwoleniu jego stolicy. Następnie, po awansie do stopnia pułkownika, został dowódcą całego 7. Pułku Piechoty Morskiej.
W 2001 roku, jako generał brygady, dowodził 1. Brygadą Ekspedycyjną Piechoty Morskiej podczas operacji „Enduring Freedom” w Afganistanie. Stał także na czele zespołu desantowego Task Force 58. W tej roli dowiódł swojej zdolności do integrowania odmiennych formacji w spójne ugrupowanie bojowe; Task Force 58 między innymi brał udział w zdobyciu Kandaharu.

#### Wojna w Iraku
Wiosną 2002 roku odwołano go z Afganistanu do Stanów Zjednoczonych, aby rozpoczął przygotowania do inwazji na Irak, która rozpoczęła się w marcu 2003 roku i do której był od początku nastawiony niechętnie. W trakcie wojny, jako generał major dowodził 1. Dywizją Piechoty Morskiej (w której podlegało mu około 25 tysięcy ludzi) prowadzącą natarcie na Bagdad. Jego zastępcą był wówczas John F. Kelly, z którym 14 lat później Mattis miał służyć w administracji Donalda Trumpa. W trakcie operacji Mattis podjął kontrowersyjną decyzję o odwołaniu ze stanowiska pułkownika Joego Dowdy’ego, którego pułk – zdaniem Mattisa – niewystarczająco agresywnie prowadził działania w rejonie Al-Kut.
Po zakończeniu wojny Mattis, podobnie jak wielu innych dowódców wysokiego szczebla, sprzeciwiał się podjętej przez administrację George’a Busha decyzji o rozwiązaniu irackich sił zbrojnych, gdyż przewidywał, że stanie się ona zarzewiem rebelii.
W 2004 roku, po kilkumiesięcznej przerwie, Mattis rozpoczął drugą turę służby w Iraku. Wcześniej zachęcał swoich podwładnych do zapoznania się z tamtejszą kulturą, historią i normami obyczajowymi, promował odnoszenie się do Irakijczyków z szacunkiem i życzliwością oraz zorganizował naukę podstaw języka arabskiego. Niedługo po przybyciu do Iraku jego siły wzięły udział w pierwszej bitwie o Al-Falludżę. Mattisa rozwścieczył wówczas sposób zarządzania przebiegiem operacji na szczeblu politycznym. Zakończyła się ona wysokimi stratami wśród ludności cywilnej. Mattis podkreślał jednak, iż straty te były stosunkowo niewielkie na tle ogólnej liczby ludności miasta, a jego marines starali się na tyle, na ile było to możliwe, dbać o życie osób postronnych.
W maju 2004 roku oddziały podlegające Mattisowi wykonały uderzenie powietrzno-lądowe na cel w irackiej wsi przy granicy z Syrią. Według późniejszego oświadczenia Amerykanów chodziło o zniszczenie kryjówki zagranicznych bojowników. Zaatakowani byli jednak nie bojownikami, ale uczestnikami przyjęcia weselnego. W ataku zginęło 42 cywilów, w tym 27 członków jednej rodziny, a także goście weselni i muzycy. Wśród ofiar było 14 dzieci. Pytany przez dziennikarzy o to wydarzenie, Mattis odpowiedział: „Na wojnie zdarzają się złe rzeczy”.

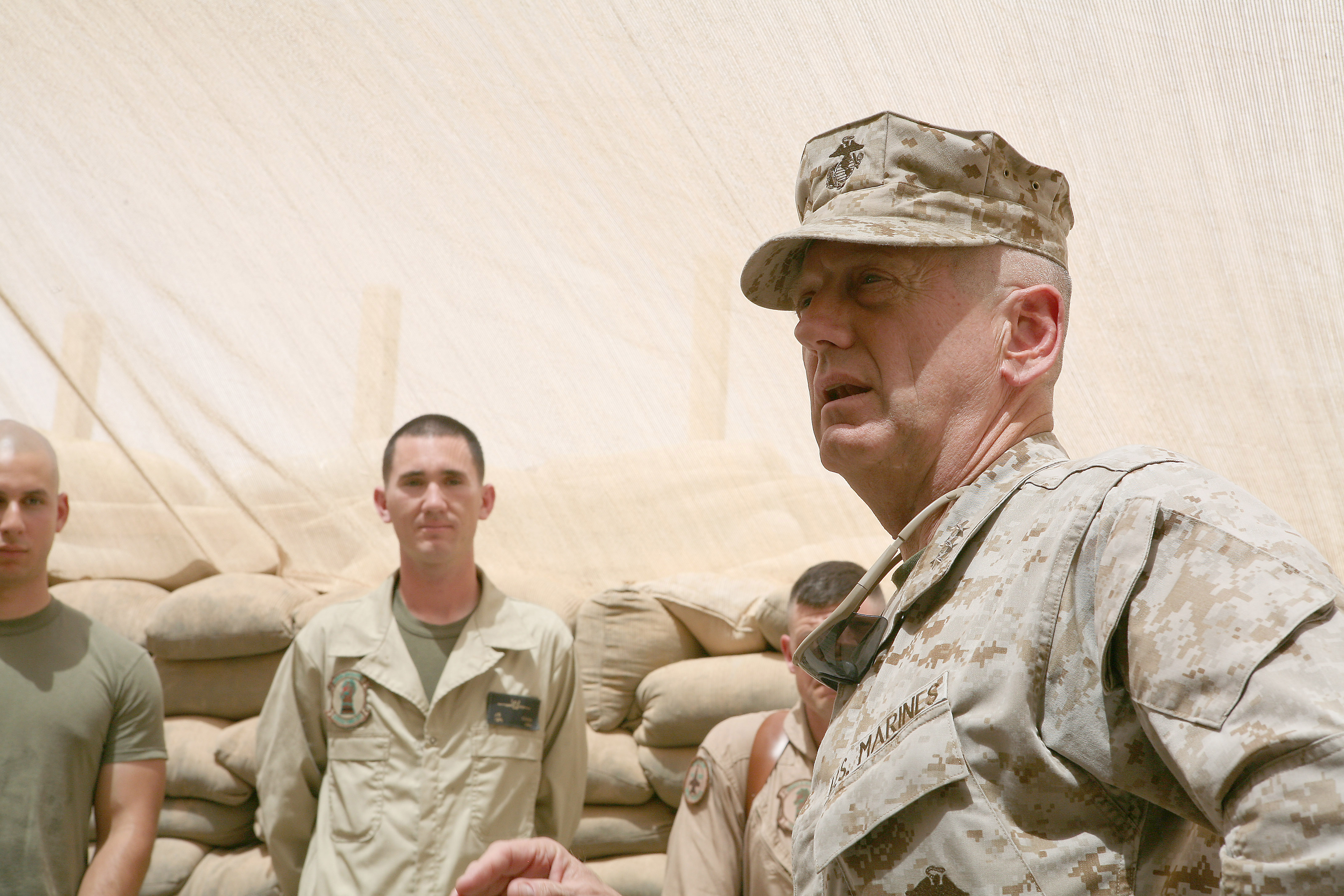
Mattis jako generał broni w Iraku, 6 maja 2007 r.

Po awansie do stopnia generała broni (lieutenant general) Mattis objął Marine Corps Combat Development Command, które odpowiada za rozwój doktryny, metod dowodzenia i sposobów walki. 31 maja 2006 roku ogłoszono powołanie Mattisa na stanowisko dowódcy I Marine Expeditionary Force. W tym okresie wspólnie z generałem Davidem Petraeusem opracował wspólną dla wojsk lądowych i piechoty morskiej instrukcję zwalczania partyzantki.

#### Jako czterogwiazdkowy generał
11 września 2007 roku sekretarz obrony Robert Gates ogłosił, że prezydent George W. Bush awansuje Mattisa do stopnia generała i mianuje go dowódcą United States Joint Forces Command. Równolegle w ramach NATO Mattis miał stanąć na czele Dowództwa Sił Sojuszniczych NATO ds. Transformacji, odpowiedzialnego za podnoszenie potencjału sojuszniczych sił zbrojnych. 5 listopada tego samego roku Mattis przekazał I Marine Expeditionary Force pod dowództwo generała broni Samuela Hellanda i cztery dni później zaczął pracę na obu nowych stanowiskach.

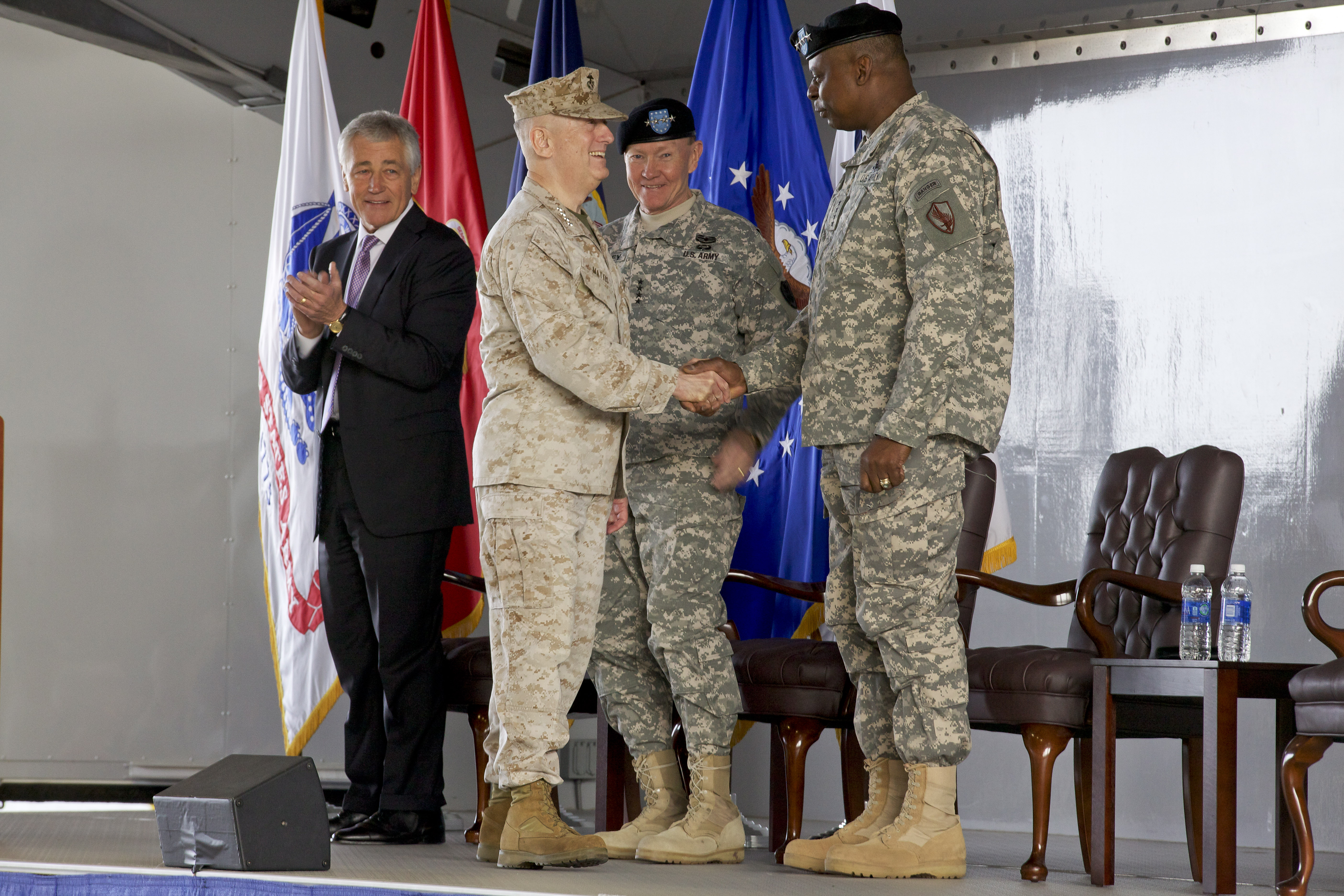
Mattis (w środku) podczas ceremonii przekazania stanowiska dowódcy CENTCOM-u ściska dłoń swojego następcy, generała Lloyda Austina, 22 marca 2013 r.

W lipcu 2010 roku Robert Gates – służący już w administracji Baracka Obamy – przedstawił Mattisa jako potencjalnego następcę generała Petraeusa na stanowisku dowódcy United States Central Command. Barack Obama nominował Mattisa 21 lipca, a senatorowie zatwierdzili jego kandydaturę 5 sierpnia. Ceremonia przekazania dowództwa odbyła się 11 sierpnia.
Mattis przeszedł w stan spoczynku 22 marca 2013 roku.
W podejmowaniu decyzji Mattis opierał się na przykładach czerpanych z historii, a jego filozofia dowódcza zakładała tworzenie środowiska chaosu, w którym jego żołnierze byli w stanie skutecznie działać, ale przeciwnik – nie. Uchodzi za postać kultową w historii najnowszej Korpusu Piechoty Morskiej i za jednego z najbardziej wpływowych dowódców swojego pokolenia. Jego karierę porównywano z karierą generała Lewisa „Chesty’ego” Pullera. Jako generał cieszył się szacunkiem żołnierzy i uchodził za dowódcę dbającego o swoich podwładnych. W Internecie pojawił się mem ukazujący Mattisa jako świętego – „świętego Mattisa z Quantico, patrona chaosu”, trzymającego granat i nóż – wykonany w stylistyce ikonografii chrześcijańskiej, który został udostępniony nawet przez oficjalny profil MARSOC na Facebooku. Rzecznik MARSOC-u oświadczył, że mem miał być dowodem poparcia, jakim Mattis cieszy się wśród marines.
Po odejściu z wojska Mattis rozpoczął pracę w sektorze cywilnym, między innymi jako członek rady nadzorczej przedsiębiorstwa Theranos. Współpracował także z think tankiem Hoover Institution.

### Kariera polityczna
1 grudnia 2016 roku prezydent elekt Donald Trump ogłosił publicznie, że James Mattis będzie jego kandydatem na stanowisko sekretarza obrony. Mianowanie było jednak uzależnione od zgody Senatu i uchylenia dla Mattisa przepisu, według którego między odejściem ze służby czynnej w wojsku a objęciem stanowiska politycznego musi minąć siedem lat. Jedynym człowiekiem, który wcześniej otrzymał podobne dopuszczenie, był generał George Marshall w 1950 roku.

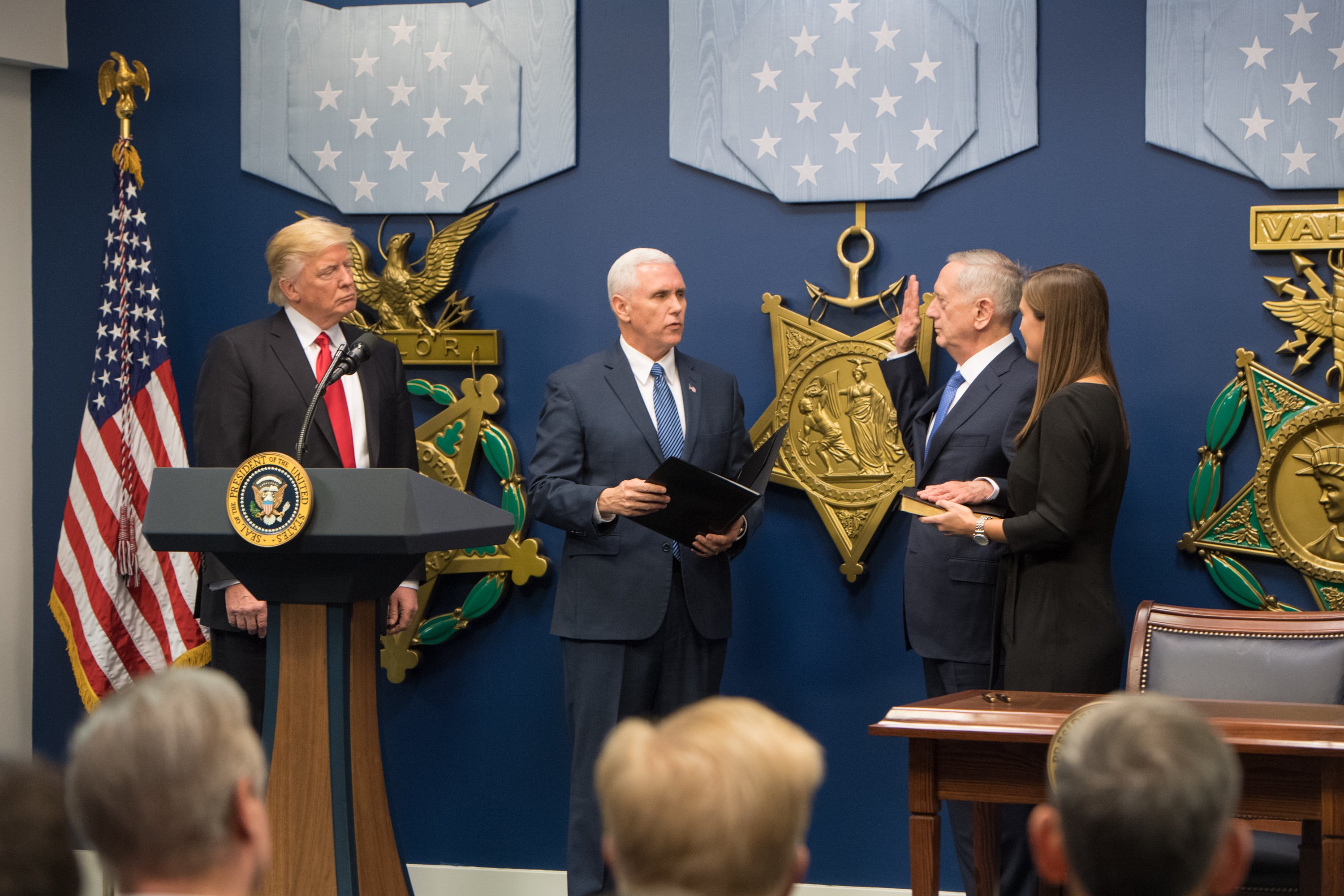
Zaprzysiężenie Jamesa Mattisa

Uchylenie przepisu o siedmioletnim odstępie zostało przegłosowane stosunkiem głosów 81:17 w Senacie i 268:151 w Izbie Reprezentantów. 20 stycznia 2017 roku kandydaturę generała zatwierdził senat stosunkiem głosów 98:1 (jedyny głos przeciw oddała Kirsten Gillibrand) i jeszcze tego samego dnia Mattis został zaprzysiężony przez wiceprezydenta Mike’a Pence’a. Wicesekretarzem obrony został Patrick M. Shanahan, były dyrektor w Boeingu.
Pierwszą wizytę zagraniczną jako sekretarz Mattis złożył w Korei Południowej w lutym 2017 roku. W późniejszych miesiącach starał się zacieśniać stosunki z sojusznikami USA i utwierdzać ich w podważanym przez Trumpa przekonaniu, iż mogą wciąż liczyć na to, że w razie potrzeby obroni ich amerykańskie wojsko. W marcu 2017 roku wystąpił z wnioskiem o zniesienie ustanowionych za prezydentury Baracka Obamy ograniczeń na udzielanie wsparcia krajom basenu Zatoki Perskiej zaangażowanym w wojnę domową w Jemenie – Arabii Saudyjskiej i Zjednoczonym Emiratom Arabskim.

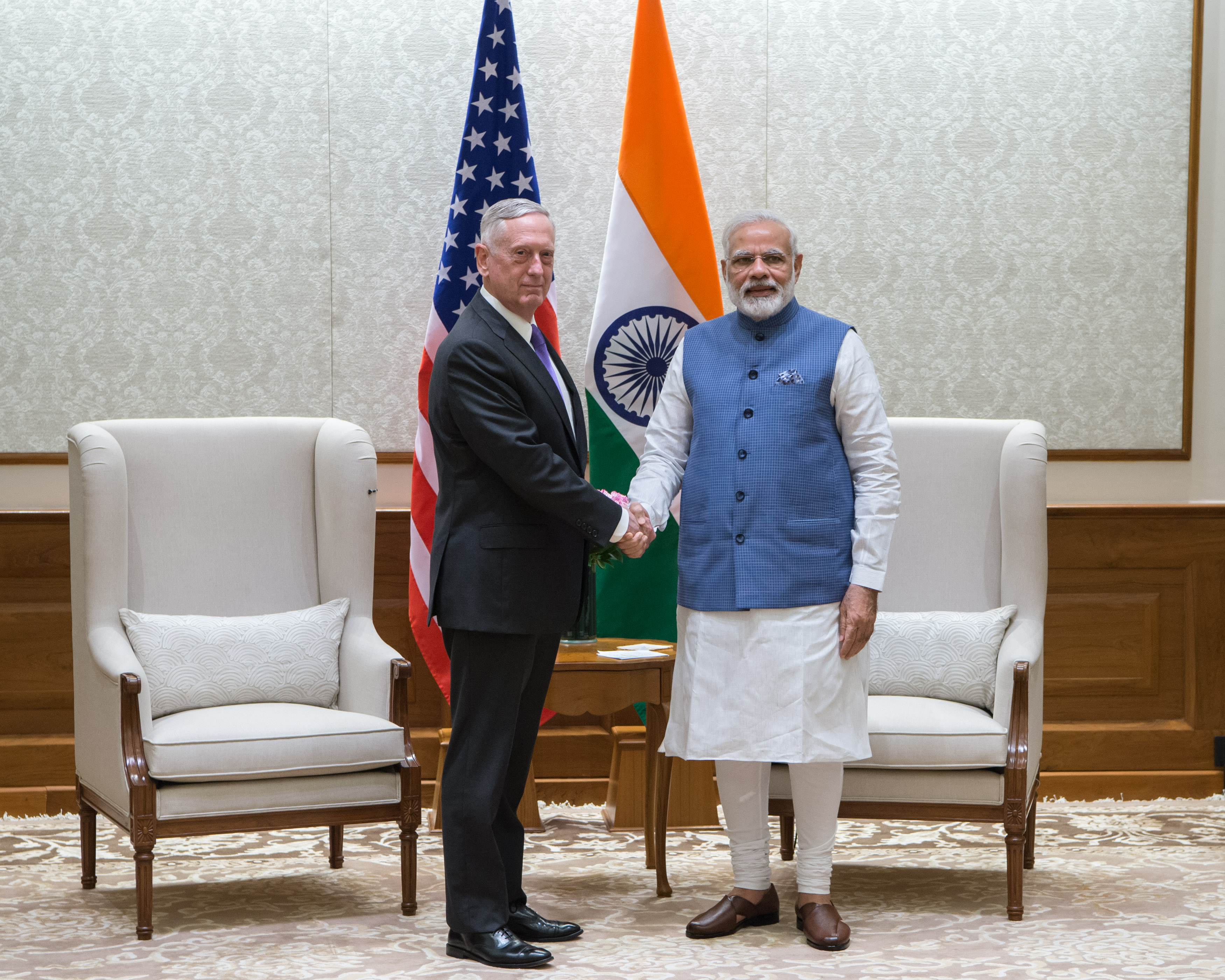
James Mattis i Narendra Modi

Mattis skupiał się także na podniesieniu skuteczności bojowej amerykańskich sił zbrojnych (z myślą o przeciwstawieniu się Chinom i Rosji) przy jednoczesnej racjonalizacji wydatków. Na stanowisku sekretarza obrony zachował popularność wśród członków sił zbrojnych, którą cieszył się jako generał w czynnej służbie. Krytykowano go jednak między innymi – jak czynił to na przykład pułkownik Bob Wilson, który w czasie prezydentury Obamy służył w Radzie Bezpieczeństwa Narodowego – za podejście do sytuacji w Afganistanie, opierające się na utrzymaniu status quo, czyli niezadowalającego impasu.

Kurs obrany przez Mattisa na stanowisku szefa Pentagonu od początku był rozbieżny z polityką Trumpa. Zauważono to już pierwszego dnia, gdy Mattis w swoim powitalnym oświadczeniu wypowiedział się pozytywnie na temat amerykańskich służb wywiadowczych, krytykowanych wówczas przez Trumpa. Jako sekretarz obrony Mattis prawdopodobnie blokował realizację niektórych kontrowersyjnych decyzji Trumpa dotyczących sił zbrojnych, takich jak decyzja o zakazie służby wojskowej dla osób transseksualnych. Według Boba Woodwarda w kwietniu 2017 roku Mattis zignorował wydany przez Trumpa rozkaz zabicia prezydenta Syrii Baszszara al-Asada w reakcji na użycie broni chemicznej w Chan Szajchun i zamiast tego opracował plan uderzenia o charakterze wojskowym.

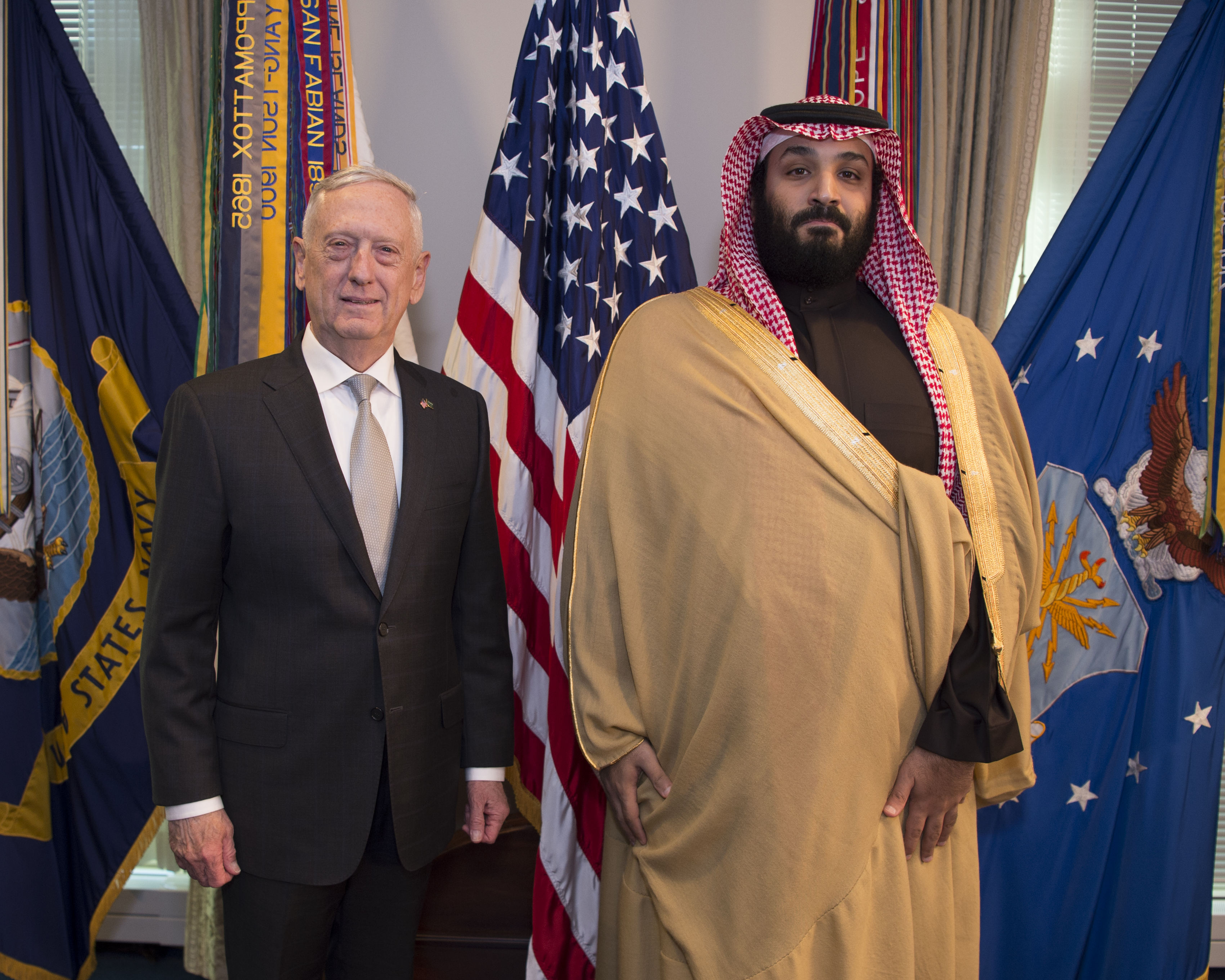
Mattis i saudyjski książę Muhammad ibn Salman

8 grudnia 2018 roku Trump ogłosił, że następcą generała Josepha Dunforda na stanowisku przewodniczącego Kolegium Połączonych Szefów Sztabów zostanie generał Mark Milley z wojsk lądowych. Decyzja ta stała w sprzeczności z rekomendacjami Mattisa, który jako nowego przewodniczącego proponował Davida Goldfeina z US Air Force.
20 grudnia 2018 roku Mattis ogłosił, że ustąpi ze stanowiska sekretarza obrony 28 lutego 2019 roku. Decyzję o dymisji podjął w proteście przeciwko zarządzonemu przez Donalda Trumpa wycofaniu amerykańskich żołnierzy wspierających oddziały walczące w syryjskiej wojnie domowej. Opublikowany przez Pentagon list Mattisa z ogłoszeniem rezygnacji uznano za jednoznaczną krytykę polityki Trumpa. Trump zareagował trzy dni później, ogłaszając, że Mattis zakończy pracę na stanowisku sekretarza obrony już 1 stycznia 2019 roku, a na jego miejsce tymczasowo powołany zostanie dotychczasowy wicesekretarz Patrick Shanahan.
Zgodnie z tą decyzją Mattis odszedł z Pentagonu 1 stycznia 2019 roku, po kadencji trwającej 711 dni. Wystosował list pożegnalny do pracowników Departamentu Obrony wzywający ich, aby nie tracili wiary w swój kraj i aby stali ramię w ramię z sojusznikami USA. Shanahan zaś stał się pierwszym od 1989 roku człowiekiem tymczasowo piastującym stanowisko sekretarza obrony.

## Odznaczenia
- Medal Departamentu Obrony za Wybitną Służbę
- Medal Marynarki Wojennej za Wybitną Służbę
- Medal Departamentu Obrony za Wzorową Służbę
- Legionnaire Legii Zasługi
- Brązowa Gwiazda
- Medal za Chwalebną Służbę
- Navy Unit Commendation
- Army Meritorious Unit Commendation
- Joint Meritorious Unit Award
- National Defense Service Medal
- Southwest Asia Service Medal
- Afghanistan Campaign Medal
- Iraq Campaign Medal
- Global War on Terrorism Expeditionary Medal
- Global War on Terrorism Service Medal
- Medal za Humanitarną Służbę
- Medal NATO[26]
- Złoty Medal Wojska Polskiego (Polska)
- Kuwait Liberation Medal (Arabia Saudyjska)
- Kuwait Liberation Medal (Kuwejt)

## Poglądy
Mattis opowiada się za utrzymywaniem rozległej sieci silnych sojuszników, którą uważa za źródło siły narodu. Za jednego z partnerów strategicznych USA uważa Arabię Saudyjską, ale jednocześnie w grudniu 2018 roku opowiadał się za pociągnięciem do odpowiedzialności osób winnych śmierci Dżamala Chaszukdżiego.
Za największe zagrożenie dla pokoju na Bliskim Wschodzie Mattis uważa Iran. Jeszcze jako generał opowiadał się za atakiem na Iran, chcąc zmusić rząd tego kraju, aby przestał udzielać wsparcia oddziałom partyzanckim walczącym z Amerykanami w Iraku. Sugestię odrzucono, a Mattis popadł w konflikt z administracją Baracka Obamy.
Jest przeciwnikiem stosowania tortur w trakcie przesłuchań.

## Życie prywatne
Jest bezdzietnym kawalerem. W latach 70. był zaręczony, ale kobieta, którą miał poślubić – Alice Gillis – zerwała zaręczyny, ponieważ uznała, że stanowiłaby przeszkodę dla jego kariery w Korpusie Piechoty Morskiej.
Interesuje się historią wojskowości i jest posiadaczem kilku tysięcy książek. Uchodzi za intelektualistę o analitycznym umyśle, co uznawano za cechę kontrastującą z chaotycznym procesem podejmowania decyzji w administracji prezydenckiej, w której służył. Jest praktykującym katolikiem.
Nosi pseudonim „Warrior Monk” (wojowniczy mnich), a także „Mad Dog” (wściekły pies), który odrzuca jako przezwisko nadane przez prasę. Mimo to Donald Trump określił Mattisa właśnie tym przezwiskiem, ogłaszając jego kandydaturę na stanowisko sekretarza obrony.